# Cesare Nebbia

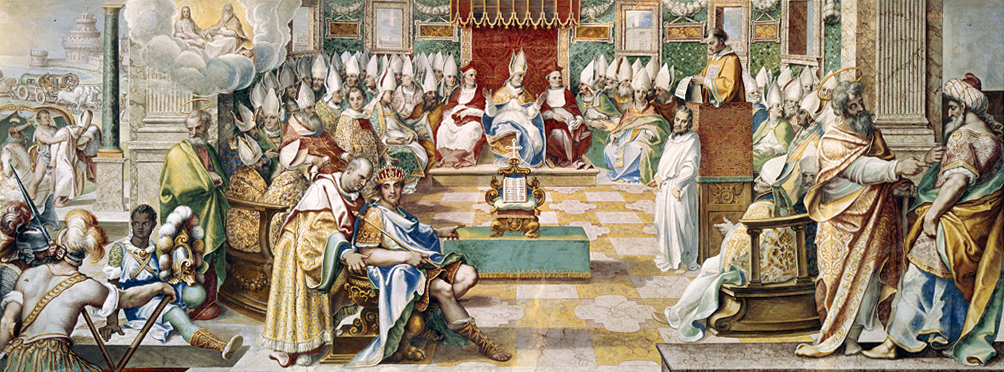
Ouverture du Concile de Nicée (325) en présence de l'Empereur Constantin le Grand. Fresque au Vatican (bibliothèque de Sixte Quint), par Cesare Nebbia.

Cesare Nebbia (né à Orvieto vers 1536 et mort vers 1614) est un peintre italien de la Renaissance tardive. Il produisit des œuvres dans le style maniériste.
On connaît de lui une fresque du musée du Vatican, dans la bibliothèque de Sixte Quint, représentant l'ouverture du Concile de Nicée par Constantin le Grand, qu'il a peinte d'après les esquisses de Giovanni Guerra.